# مديرية رخية

تعديل مصدري - تعديل

مديرية رخية إحدى مديريات محافظة حضرموت في شرق اليمن. بلغ عدد سكانها 8715 نسمة عام 2004.
يقعع في أقصى الغرب لوادي حضرموت، موازيًا لوادي عمد جنوبًا ووادي العبر أو مديرية العبر شماً، ويعتبر من أكبر الوديان وأطولها، حيث يصل طوله إلى حوالي (90 كيلو متر) وهو وادٍ منعزل نسبيًا عن المراكز الرئيسية لحضرموت، وساكنيه يميلون إلى الحياة البدوية لقرب الوادي من رملة ال سبعتين، ويعود الاستيطان في هذا الوادي إلى فترات مبكرة من تاريخ البشرية، إذ أسفرت المسوحات الأثرية التي قامت بها البعثة الأثرية اليمنية السوفيتية في هذا الوادي فيما بين عامي (1983 م و1984 م) عن مقابر فريدة من نوعها يعود تاريخها إلى الفترة بين الألفين الثالث والثاني قبل الميلاد وكشفت أيضًا عن مدينة قديمة يعود تاريخها إلى فترة ما قبل الإسلام، أما الفترة الإسلامية فهناك في سفوح الجبال وفي المرتفعات الصخرية لضفتي الوادي تنشر قلاع وحصون إسلامية.

## قرى وادية رخية

موقع مديرية رخية في محافظة حضرموت

| - سلمون - القرين - سهوة - مراوح - لعمق - علوجه - رضاوح - الحزالب - الجدفره - صو - الرقاب | - البديعة - الخرابه - حشوة - الرحبة - دار رباقه - الزبارة | - حصن بن جعفر - المخارم - جول باجحنون - مباع - السفولة - القبلي | - عمقان - حصن باحار - خدود البقارة - لنف - عاصمة المديرية صناء. |